# اقتصاد صربيا
اقتصاد صربيا هو اقتصاد خدمات للطبقة الوسطى ذات الدخل العالي، إذ تمثل نسبة  القطاع الثالث (قطاع الخدمات) نحو ثلثي الناتج المحلي الإجمالي (جي دي بّي) ويعمل على قواعد السوق الحرة.
من المتوقع أن يبلغ الناتج المحلي الإجمالي الاسمي 51.523 مليار دولار عام 2019، أي  7,397 دولار للفرد الواحد، بينما بلغ الناتج المحلي الإجمالي وفقًا لتكافؤ القدرة الشرائية إلى 129.298 مليار دولار، أي 18,564 دولار للفرد الواحد.
أقوى قطاعات اقتصاد صربيا هو الطاقة وصناعة المركبات وصناعة الآليات والتعدين والزراعة. الصادرات الصناعية الأساسية هي المركبات والمعادن الأساسية والمفروشات والصناعات الغذائية والآليات والمواد الكيميائية، السكر والإطارات(العجلات) والملابس والمستحضرات الصيدلانية. تلعب التجارة دورًا كبيرًا في المردود الاقتصادي الصربي. الشركاء الرئيسيين في التجارة هم ألمانيا وإيطاليا وروسيا والصين ودول البلقان المجاورة.
بلغراد هي العاصمة والمركز الاقتصادي لصربيا ومكان أكبر وأهم الشركات الصربية والعالمية العاملة في البلاد، بالإضافة إلى مصرف صربيا الوطني وسوق الأوراق المالية الصربي.
نوفي ساد ثاني أكبر مدينة وأهم مركز اقتصادي بعد بلغراد.

## لمحة تاريخية
في أواخر ثمانينيات القرن العشرين، وبداية عملية الانتقال الاقتصادي من النظام الاقتصادي المخطط مركزيًا إلى نظام اقتصاد السوق، كان لاقتصاد صربيا وضع إيجابي بالمقارنة مع أغلب دول الكتلة الشرقية، لكنه تأثر بشكل كبير بحروب يوغوسلافيا والعقوبات والحصار التجاري من قِبل الأمم المتحدة خلال تسعينيات القرن العشرين.
في نفس الوقت، عانت البلاد من مشكلة «هجرة العقول» الخطيرة.
بعد إسقاط سلوبودان ميلوسيفيتش عام 2000، مرّت صربيا بعملية انتقال إلى نظام اقتصاد السوق وشهدت نمو اقتصادي سريع. خلال تلك الفترة، نمى اقتصاد صربيا بنسبة 4-5% سنويًا، تضاعف متوسط الأجور بمقدار أربعة أضعاف وتحسّنت الفرص الاجتماعية والاقتصادية بشكل كبير.
خلال الركود الاقتصادي الكبير، سجلت صربيا هبوطًا في اقتصادها بمقدار 3.1% عام 2009، وبعد سنوات من الركود الاقتصادي لم يصل مستوى الناتج المحلي الإجمالي إلى ما كان عليه قبل الأزمة حتى عام 2016.
منذ عام 2014، كانت البلاد في سلسلة من المفاوضات للانضمام إلى الاتحاد الأوروبي.

## القطاعات الاقتصادية

### الزراعة
تمتلك صربيا شروط طبيعية (الأرض والمناخ) مناسبة جدًا للإنتاج الزراعي المتنوع.
تمتلك 5,056,000 هكتار من الأراضي الزراعية (0.7 هكتار للفرد)، منها 3,294,000 هكتار من الأراضي الصالحة للزراعة (0.45 هكتار للفرد).
في عام 2016، صدّرت صربيا منتجات زراعية وغذائية بقيمة 3.2 مليار دولار، وكانت نسبة الصادرات على الواردات 178%.
تُشكل الصادرات الزراعية أكثر من خمْس مبيعات صربيا في السوق العالمي. تعد صربيا واحدة من أكبر موردي الفواكه المجمدة إلى الاتحاد الأوروبي (أكبر مورد للسوق الفرنسي، وثاني أكبر مورد للسوق الألماني). يبرز الإنتاج الزراعي أكثر في منطقة فويفودينا في سهل بانونيان الخصب. هناك مناطق زراعية أخرى منها ماتشفا وبومورافلي وتامنافا وراسينا ويابلانيكا.
يُقسم الإنتاج الزراعي إلى 70% من إنتاج المحاصيل، و30% من إنتاج المواشي.
تعد صربيا ثاني أكبر مُنتج في العالم للخوخ (582,485 طن؛ الثانية بعد الصين)، ثاني أكبر مُنتج لتوت العليق (89,602 طن؛ الثانية بعد بولندا)، وهي أيضًا مُنتج مهم للذرة (6.48 مليون طن؛ تحتل المرتبة الثانية والثلاثين في العالم).
من بين المنتجات الزراعية المهمة الأخرى: عباد الشمس والشمندر السكري وفول الصويا والبطاطا والتفاح ولحم الخنزير ولحم العجل والدواجن ومشتقات الحليب.
هناك 56,000 هكتار من أراضي الكروم في صربيا، تنتج نحو 230 مليون لتر من النبيذ سنويًا. توجد أشهر مناطق زراعة الكروم في فويفودينا وسوماديا.

### الطاقة
قطاع الطاقة هو واحد من أكبر وأهم القطاعات في اقتصاد البلاد. تُعد صربيا مُصدّرًا صافيًا للكهرباء ومستوردًا للمحروقات الرئيسية (مثل النفط والغاز).
تمتلك صربيا وفرةً من الفحم، ومخزون كبير من النفط والغاز.
احتياطي صربيا من الفحم البني (الليغنيت) المثبت هو 5.5 بليون طن ويُعدّ خامس أكبر احتياطي في العالم (الثاني في أوروبا، بعد ألمانيا). يمكن إيجاد الفحم في اثنين من المناجم الكبيرة: كولوبارا (4 مليار طن من المخزون الاحتياطي) وكوستولاك (1.5 مليار طن).
على الرغم أنها تعتبر قليلة على النطاق العالمي، إلا أن مصادر النفط والغاز في صربيا (77.4 مليون طن من المكافئ النفطي و48.1 مليار متر مكعب، على الترتيب) لها قدر من الأهمية الإقليمية  بما أنها الأكبر في منطقة يوغوسلافيا سابقًا ودول البلقان أيضًا (باستثناء رومانيا). يمكن إيجاد نحو 90% من النفط والغاز المُكتشف، في منطقة بانات، وحقول النفط والغاز هذه هي من بين أكبر الحقول من ناحية الحجم  في حوض بانونيان لكنها عادية على المستوى النطاق الأوروبي.
كان إنتاج الكهرباء عام 2015 في صربيا 36.5 مليار كيلو واط في الساعة، بينما قُدّر استهلاك الكهرباء الأخير بنحو 35.5 مليار كيلو واط في الساعة. تأتي أغلب الكهرباء المُنتجة من محطات الطاقة الحرارية (72.7% من إجمالي الكهرباء) وبدرجة أقل من محطات الطاقة الكهرومائية (27.3%).
هناك 6 محطات طاقة كهربائية تعمل عن طريق فحم الليغنيت بقدرة مركبة تقدر بنحو 3,936 ميغا واط؛ أكبرها محطة نيكولا تسلا 1 بقدرة 1,502 ميغا واط  و1,160 ميغا واط من محطة نيكولا تسلا 2، كلاهما في أوبرينوفاك. الطاقة الكلية المركبة في تسعة محطات من الطاقة الكهرومائية هي 2,831 ميغا واط، أكبرها ديرداب1 بقدرة 1,026 ميغا واط.
بالإضافة إلى ذلك، هناك محطات طاقة حرارية مُشغلة عن طريق المازوت والغاز وبطاقة مُركبة بنحو 353 ميغا واط. يتركز الإنتاج الكلي من الكهرباء في إليكتروبريفريدا صربيي، شركة طاقة كهربائية حكومية.
يُقدر الإنتاج الحالي من النفط في صربيا بأكثر من 1.1 مليون طن من المكافئ النفطي ويغطي نحو 43% من احتياج البلاد بينما يُستورد الباقي. شركة البترول الوطنية، نافنتا انداستريا صربيي، حصلت عليها شركة غازبروم نيفت عام 2008. مصفاة الشركة في بانتشيفو (بقدرة 4.8 مليون طن) واحدة من أكثر المصافي حداثة في أوروبا؛ تُغذي أيضًا شبكة من 334 محطة وقود في صربيا (74% من السوق المحلي) و36 محطة إضافية في البوسنة والهرسك و31 في بلغاريا و28 في رومانيا. هناك 155 كيلومتر من أنابيب النفط الخام التي تصل مصافي بانتشيفو ونوفي ساد كجزء من أنابيب آرديا للنفط العابرة للحدود الوطنية.
تعتمد صربيا بشكل كبير على المصادر الأجنبية من الغاز الطبيعي، بإنتاج محلي يُقدر بنحو 17% فقط (بما مجموعه 491 مليون متر مكعب عام 2012) ويُستورد الباقي بشكل أساسي من روسيا (عن طريق أنابيب الغاز التي تمر عبر أوكرانيا وهنغاريا).
صربياغاز، شركة حكومية، تُدير شبكة نقل الغاز الطبيعي التي تتألف من 3,177 كيلومتر من الخطوط وأنابيب الغاز الطبيعي الإقليمية و450 مليون متر مكعب من الغاز الجوفي في منشأة تخزين في قرية بانتاسكي دفور.

## الصناعة
الصناعة هي القطاع الاقتصادي الأكثر تضررًا بسبب العقوبات والحصار التجاري من قِبل الأمم المتحدة وبسبب قصف الناتو خلال تسعينيات القرن العشرين  إضافة إلى الانتقال إلى نظام اقتصاد السوق خلال بدايات القرن الواحد والعشرين.
شهد الناتج الصناعي تقلصًا كبيرًا: كان من المتوقع في عام 2013 أن يكون فقط نصف ما كان عليه عام 1989. تشمل القطاعات الصناعية الرئيسية: المركبات والتعدين والمعادن غير الحديدية والصناعات الغذائية والالكترونيات والمستحضرات الصيدلانية والملابس. أصبح في صربيا 14 منطقة اقتصادية حرة في شهر سبتمبر عام 2017، تحققت فيها العديد من الاستثمارات المباشرة الأجنبية.